# Département de Pomán
Pour l’article homonyme, voir Villa de Pomán.
Le département de Pomán est une des 16 subdivisions de la province de Catamarca, en Argentine. Son chef-lieu est la ville de Saujil.
Le département a une superficie de 4 859 km2. Sa population s'élevait à 9 543 habitants, selon le recensement de 2001, soit une densité de 2 hab./km2.

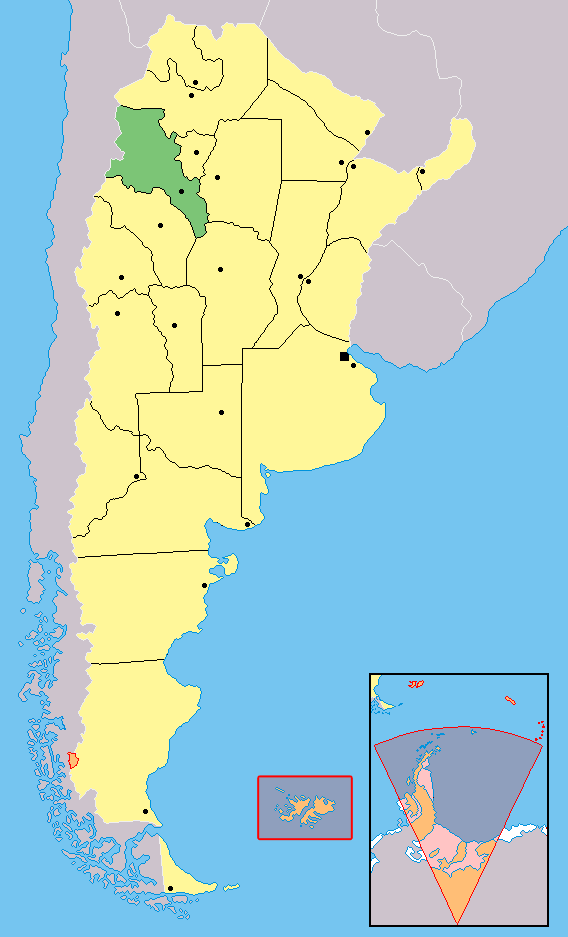
Localisation de la province de Catamarca en Argentine.

Le département de Pomán se trouve dans les contreforts occidentaux de la Sierra del Ambato, c’est-à-dire à l'ouest de San Fernando del Valle de Catamarca. Il est tout entier inclus dans la cuvette du Salar de Pipanaco.
Le département de Pomán est limité au nord par le département d'Andalgalá, par la province de La Rioja au sud, par les départements d'Ambato et de Capayán à l'est, et par les départements de Belén et de Tinogasta à l'ouest.
La ville de Pomán a une altitude moyenne de 1 327 mètres et est distante de 164 km de la capitale.